# Município de Walnut (condado de Fairfield, Ohio)
O município de Walnut (em inglês: Walnut Township) é um município localizado no condado de Fairfield no estado estadounidense de Ohio. No ano de 2010 tinha uma população de 6.841 habitantes e uma densidade populacional de 52,38 pessoas por km².

## Geografia
O município de Walnut encontra-se localizado nas coordenadas 39° 52′ 33″ N, 82° 31′ 20″ O. Segundo a Departamento do Censo dos Estados Unidos, o município tem uma superfície total de 130.62 km², da qual 124.43 km² correspondem a terra firme e (4.74%) 6.19 km² é água.

## Demografia
Segundo o censo de 2010, tinha 6.841 habitantes residindo no município de Walnut. A densidade populacional era de 52,38 hab./km². Dos 6.841 habitantes, o município de Walnut estava composto pelo 97.22% brancos, o 0.29% eram afroamericanos, o 0.29% eram amerindios, o 0.2% eram asiáticos, o 0.01% eram insulares do Pacífico, o 0.23% eram de outras raças e o 1.74% pertenciam a duas ou mais raças. Do total da população o 1.14% eram hispanos ou latinos de qualquer raça.